# Aeroportul Fort Yukon
Aeroportul Fort Yukon (IATA: FYU, ICAO: PFYU, FAA LID: FYU) este un aeroport din Alaska, Statele Unite ale Americii ce deservește zona Fort Yukon⁠(d). Aeroportul a fost tranzitat în 2019 de 14.474 de pasageri. A fost numit după zona deservită.
Situat la o altitudine de 134 m, aeroportul dispune de 1 pistă. Este operat de Alaska Department of Transportation & Public Facilities⁠(d).

## Infrastructură

### Piste
Aeroportul dispune de o singură pistă. Pista 04/22 are dimensiunile 5.000 picioare × 100 picioare. 